# Delphacodes atrata
Delphacodes atrata är en insektsart som beskrevs av Henry Fairfield Osborn 1938. Delphacodes atrata ingår i släktet Delphacodes och familjen sporrstritar. Inga underarter finns listade i Catalogue of Life.